# Втеча на Відьмину гору
Втеча до Відьомської гори (англ. Escape to Witch Mountain) — це науково-фантастичний роман, написаний Александром Кі у 1968 році. Він був екранізований у фільмі «Втеча до Відьомської гори» (англ. Escape to Witch Mountain) студією Disney у 1975 році, що започаткувало франшизу «Відьомської гори». Роман був ілюстрований Леоном Б. Вісдомом-молодшим і вперше опублікований у 1968 році видавництвом Westminster Press у Філадельфії, штат Пенсільванія.

## Сюжет
Тоні та Тіа — підлітки-сироти, які мають паранормальні здібності. Тоні володіє телекінезом, який він може використовувати найкраще через музику, особливо граючи на гармоніці. Сила Тіа полягає в здатності відмикати будь-які двері дотиком і спілкуватися з тваринами. Обоє можуть спілкуватися за допомогою ультразвукової мови, яку чують лише вони, але Тіа не може розмовляти звичайною мовою і через це вважається дивною. Згодом з'ясовується, що незвичною є не Тіа, а Тоні; мало хто з їхніх рідних має здатність говорити вголос. Після смерті їхньої названої матері, місис Малоун, їх поміщають соціальні служби до дитячого притулку з суворими та неприємними умовами, де Тіа подружилася з чорною кішкою з ім'ям Вінкі.
Обоє придушили спогади про своє минуле, але знаходять підказку на старій дорожній карті, схованій разом із грошима у «зірковій скриньці» Тіа — шкіряній сумочці зі знаком подвійної зірки. Під час випадкової зустрічі з монахинею, яка викладає мистецтво, та розповідає, що колись отримала лист на папері з аналогічним дизайном. Лист був від мешканця Блакитного хребта, з ім'ям на зразок Керроуей, або Гарроуей, або Хайдавей, який шукав інформацію про студентів з «незвичайними здібностями». Коли чоловік з ім'ям Лукас Деран'ян, який видає себе за брата їхнього померлого батька, з'являється в дитячому притулку, щоб забрати їх, вони інстинктивно розуміють, що він не їхній дядько і має приховані мотиви. Однак, коли вони намагаються зв'язатися з монахинею, з'ясовується, що вона померла.
За допомогою римо-католицького священника з внутрішнього міста, отця О'Дея, вони тікають, слідуючи маршруту на карті до Блакитного хребта. Поступово їхні спогади повертаються, і вони усвідомлюють, що насправді є інопланетянами, їхній народ прибув на Землю через те, що їхня планета дрейфувала до однієї з двох своїх зірок. Їхню летючу тарілку було збито над Угорщиною, що призвело до загибелі всіх, окрім Тоні, Тіа та дядька Бене — нерідного, але одного з їхніх людей, який врятував дітей з радянського полону. Книга пов'язує цю подію з Угорським повстанням 1956 року.
Пройшовши через низку випробувань, Тоні та Тіа знаходять своїх людей, які назвалися Каставеями. Коли їхній переслідувач Деран'ян (якого раніше отець О'Дей порівняв з дияволом) намагається допитати священника, той говорить, що Бог здатний створити багато світів і народів; що є «таємниці, набагато глибші, ніж уявляє Деран'ян».
Як і в більшості історій Александра Кі, головні герої стикаються з тим, що більшість людей, яких вони зустрічають, є ненадійними, жадібними та злими — через що порядність кількох стає ще більш зворушливою. О'Дей наражає себе на небезпеку, щоб допомогти Тоні та Тіа, але робить це добровільно, бо їхня боротьба дає О'Дею можливість протистояти силам зла, що є його життєвим покликанням і приносить йому сенс життя.